# Нонсенс-мутації
Нонсенс-мутація — точкова мутація в послідовності ДНК, яка призводить до появи стоп-кодону (нонсенс-кодону) в транскрибованій мРНК. Результатом є неповний і зазвичай нефункціональний продукт цієї мРНК. Міссенс-мутація — це точкова мутація, коли нуклеотидна заміна призводить до трансляції з мРНК іншої амінокислоти. Деякі генетичні хвороби, наприклад таласемія і словесна диспраксія, є результатом нонсенс-мутацій.

## Простий приклад
```
    ДНК: 5' - АТГ АЦТ ЦАЦ 
ЦГА
 ГЦГ ЦГА АГЦ ТГА - 3'
         3' - ТАЦ ТГА ГТГ 
ГЦТ
 ЦГЦ ГЦТ ТЦГ АЦТ - 5'
   мРНК: 5' - АУГ АЦУ ЦАЦ ЦГА ГЦГ ЦГА АГЦ УГА - 3'
Білок:        
Met
 
Thr
 
His
 
Arg
 
Ala
 
Arg
 
Ser
 Стоп
```

Припустимо, ми маємо нонсенс-мутацію в четвертому триплеті в послідовності ДНК (ЦГА), яка полягає в заміні цитозину на тимін. Результатом є триплет ТГА в послідовності ДНК. Оскільки ТГА транскрибується як УГА, результуючим будуть наступний мРНК-транскрипт і білок:
```
    ДНК: 5' - АТГ АЦТ ЦАЦ 
ТГА
 ГЦГ ЦГА АГЦ ТГА - 3'
         3' - ТАЦ ТГА ГТГ 
АЦТ
 ЦГЦ ГЦТ ТЦГ АЦТ - 5'
   мРНК: 5' - АУГ АЦУ ЦАЦ 
УГА
 ГЦГ ЦГА АГЦ УГА - 3'
Білок:        
Met
 
Thr
 
His
 Стоп
```

Решта кодонів після стоп-кодону не транслюються. Результатом є скорочений білковий продукт, який часто не здатний виконувати притаманну йому функцію.

## Нонсенс-зумовлений розклад мРНК
Не зважаючи на очікувану тенденцію ранніх кодонів термінації зумовлювати трансляцію укорочених білків, насправді це не часто відбувається in vivo. Багато організмів, наприклад людина та дріжджі, використовують механізм під назвою «нонсенс-зумовлений розклад мРНК», який призводить до деградації мРНК, які містять нонсенс-мутації, перед тим як вони будуть транслюватись в нефункціональні білки.

## Патології, асоційовані з нонсенс-мутаціями
Нонсенс-мутації можуть призвести до генетичних хвороб, пошкоджуючи гени, які кодують специфічні протеїни. Приклади хвороб, причиною яких можуть бути нонсенс-мутації включають:
- Кістозний фіброз (спричинюється мутаціями в гені регуляторного трансмембранного білка)
- Міодистрофія Дюшена (мутація в гені, який кодує білок дистрофін)
- Бета-таласемія (β-глобін)
- Синдром Хурлера

Корисними в лікуванні вищенаведених хвороб можуть бути експериментальні ліки під назвою PTC124 (у випадках, коли причиною є нонсенс-мутація). PTC124 за розкладом мав проходити фінальну стадію випробувань в 2007 році.